# 吉田道子
吉田 道子（よしだ みちこ、1947年 - ）は、日本の児童文学作家。
同人誌「海の方法」代表。

## 略歴
東京都生まれ、博多、京都で育つ。京都市山科区在住。
2010年『ヤマトシジミの食卓』で第51回日本児童文学者協会賞受賞。

## 著書
- 『きつねと小さなおいしゃさん』（小林和子画、小学館） 1983
- 『ざわんざ森の音楽会』（間瀬直方画、小学館） 1985
- 『ホテル難破船』（太田大輔絵、大日本図書） 1988
- 『ネコジャラシはらっぱのモグラより』（福田岩緒絵、くもん出版） 1990
- 『森の中の小さなホテル』（末崎茂樹絵、ひさかたチャイルド） 1991
- 『じっちゃんはゆうれいになった』（渡辺則子絵、岩崎書店） 1997
- 『みんなが月にいく前に』（鈴木びんこ絵、大日本図書） 2000
- 『つきよのふうりんや』（井江春代絵、フレーベル館、おはなしえほんベストセレクション） 2002
- 『きらめく夏』（福田岩緒絵、くもん出版） 2004
- 『とびっきりの日々』（関口シュン絵、新日本出版社） 2004
- 『12歳に乾杯!』（国土社） 2006
- 『きりんゆらゆら』（くもん出版） 2006
- 『こむぎとにいちゃん』（文研出版） 2006
- 『ヤマトシジミの食卓』（大野八生画、くもん出版） 2010
- 『おにもつはいけん』（梶山俊夫絵、福音館書店） 2011
- 『サンドイッチの日』（鈴木びんこ絵、文研出版） 2013
- 『こむぎのともだち』（ヤマグチタク絵、フレーベル館） 2014